# Suit & Tie
Suit & Tie è una canzone scritta e cantata dal cantante statunitense Justin Timberlake, in collaborazione con il rapper statunitense Jay Z, estratta come primo singolo dal suo terzo album da solista The 20/20 Experience che verrà distribuito nel marzo del 2013. Il singolo è stato pubblicato ufficialmente il 14 gennaio 2013.

## Descrizione
Suit & Tie è stato scritto da Timbaland, Justin Timberlake, Jerome Harmon, James Fauntleroy II e presenta un sound di genere R&B e molto ritmato.
Nel gennaio 2016 il gruppo Sly, Slick & Wicked ha intentato una causa contro Timberlake e la Universal riguardo l'utilizzo di sample del loro brano Sho' Nuff per la composizione di Suit & Tie: la band ha presentato un'istanza in cui venivano chiesti royalties per l'inclusione di parti vocali nel campionamento e per l'utilizzo della canzone in uno spot pubblicitario di Anheuser-Busch.

## Video musicale
Il video del singolo Suit & Tie è stato girato il 25 gennaio 2013. Precedentemente è stata pubblicata una versione lyrcs del video che mostra alcune scene dove Justin Timberlake si presenta in nuove vesti di cantante.

## Tracce
CD Single
1. Suit & Tie (Clean Album Version) - 5:27
2. Suit & Tie (Radio Edit) - 4:28
3. Suit & Tie (Explicit-Album Version) - 5:38

## Classifiche
| Classifica (2013) | Posizione massima |
| ----------------- | ----------------- |
| Albania           | 5                 |
| Australia         | 9                 |
| Austria           | 36                |
| Belgio (Fiandre)  | 9                 |
| Belgio (Vallonia) | 13                |
| Canada            | 3                 |
| Danimarca         | 1                 |
| Francia           | 8                 |
| Germania          | 25                |
| Giappone          | 4                 |
| Irlanda           | 16                |
| Israele           | 4                 |
| Italia            | 17                |
| Lussemburgo       | 8                 |
| Nuova Zelanda     | 14                |
| Paesi Bassi       | 10                |
| Regno Unito       | 3                 |
| Repubblica Ceca   | 34                |
| Slovacchia        | 34                |
| Spagna            | 17                |
| Stati Uniti       | 3                 |
| Stati Uniti (Pop) | 4                 |
| Svizzera          | 32                |